# إبراهيم بن يوسف فخرو
إبراهيم يوسف عبد الله فخرو (11 نوفمبر 1961-) سياسي ودبلوماسي قطري، يشغل حاليا منصب مدير إدارة المراسم في وزارة الخارجية القطرية، ولد في الدوحة بتاريخ 11-11-1961م بدأ حياته العملية بعد أن أنهى دراسته الجامعية في الإمارات العربية المتحدة، وعمل في العديد من البعثات الدبلوماسية لدولة قطر، فاكتسب خبرات دبلوماسية وسياسية وحصل على عدة ترقيات حتى وصل إلى درجة سفير عام2011م، شارك فخرو في العديد من المحافل والمؤتمرات الدولية ممثلاً لدولة قطر وله الفضل في تطوير العلاقات الدولية ما بين قطر والبلدان الأخرى فكان له بصمة بارزة في الدبلوماسية القطرية وتحصل على أثر ذلك على جوائز تقديرا لجهوده من فرنسا والاكوادور.

## المؤهلات العلمية
حصل على شهادة البكالوريوس في العلوم السياسية وإدارة الأعمال من جامعة الإمارات العربية المتحدة عام 1984م.

## الخبرات المهنية
- عمل بالإدارة السياسية بديوان عام الوزارة في الفترة ما بين 25 / 11 / 1984 - 9 / 9 / 1986م.
- عمل بالقنصلية العامة لدولة قطر في جدة في الفترة ما بين 10 / 9 / 1986 - 24 / 8 / 1990م.
- عمل بسفارة دولة قطر في لندن في الفترة ما بين 25 / 8 / 1990 - 31 / 8 / 1998م.
- عمل بإدارة المراسم بالوزارة في الفترة ما بين 1 / 9 / 1998 - 13 / 8 / 2002م.
- عمل بسفارة دولة قطر بالرباط في الفترة ما بين 14 / 8 / 2002 - 25 / 8 / 2003م.
- عمل بسفارة دولة قطر في بوخارست في الفترة ما بين 26 / 8 / 2003 - 1 / 9 / 2007م.
- عمل مساعدا لمدير إدارة المراسم في الفترة ما بين 6 / 7 / 2008 - 10 / 12 / 2011م.
- عين مدير لإدارة المراسم بالإنابة اعتبارا من 11 / 12 / 2011م.
- عين مديرا لإدارة المراسم في 6 / 3 / 2012م، وما زال.

### الجوائز والاوسمة
- وسام الشرف الفرنسي.[3]
- وسام الاستحقاق الوطني الإكوادور.
- وسام الاحترام من صحيفة العرب القطرية.[4]